# 中沢 (横浜市)
中沢（なかざわ）は神奈川県横浜市旭区の町名。現行行政地名は中沢一丁目から中沢三丁目。住居表示実施済み区域。1996年（平成8年）10月21日に廃止された中沢町（なかざわちょう）についてもこの項で述べる。

## 地理
旭区の南西部に位置し、東に今川町と四季美台、西と北に今宿、南に本村町、二俣川、中尾と接している。

### 地価
住宅地の地価は、2023年（令和5年）1月1日の公示地価によれば、中沢1-61-15の地点で19万6000円/m²、中沢1-5-21の地点で25万1000円/m²となっている。

## 歴史
1963年（昭和38年）2月1日に旧二俣川町の一部から中沢町が新設された。1996年（平成8年）10月21日に住居表示の実施（旭区二俣川ニュータウン第一次地区）に伴い、今川町、四季美台、中沢町、今宿町、中尾町の各一部から中沢一丁目、中沢ニ丁目、中沢三丁目を新設し、中沢町の残部を四季美台に編入し、中沢町は廃止となる。町名の由来は、帷子川から続く低地の中央にある沢の意だと考えられている。

### 町名の変遷
| 実施後     | 実施年月日                | 実施前（各町名ともその一部）     |
| ---------- | ------------------------- | -------------------------------- |
| 中沢一丁目 | 1996年（平成8年）10月21日 | 今川町、四季美台、中沢町の各一部 |
| 中沢二丁目 | 1996年（平成8年）10月21日 | 今川町、今宿町、中沢町の各一部   |
| 中沢三丁目 | 1996年（平成8年）10月21日 | 今宿町、中尾町、中沢町の各一部   |

## 世帯数と人口
2025年（令和7年）6月30日現在（横浜市発表）の世帯数と人口は以下の通りである。
| 丁目       | 世帯数    | 人口    |
| ---------- | --------- | ------- |
| 中沢一丁目 | 1,569世帯 | 3,250人 |
| 中沢二丁目 | 743世帯   | 1,524人 |
| 中沢三丁目 | 940世帯   | 2,064人 |
| 計         | 3,252世帯 | 6,838人 |

### 人口の変遷
国勢調査による人口の推移。
| 年                 | 人口  |
| ------------------ | ----- |
| 2000年（平成12年） | 7,069 |
| 2005年（平成17年） | 6,920 |
| 2010年（平成22年） | 7,014 |
| 2015年（平成27年） | 6,811 |
| 2020年（令和2年）  | 6,840 |

### 世帯数の変遷
国勢調査による世帯数の推移。
| 年                 | 世帯数 |
| ------------------ | ------ |
| 2000年（平成12年） | 2,718  |
| 2005年（平成17年） | 2,728  |
| 2010年（平成22年） | 2,888  |
| 2015年（平成27年） | 2,902  |
| 2020年（令和2年）  | 2,949  |

## 学区
市立小・中学校に通う場合、学区は以下の通りとなる（2024年11月時点）。
| 丁目       | 番・番地等 | 小学校             | 中学校           |
| ---------- | ---------- | ------------------ | ---------------- |
| 中沢一丁目 | 全域       | 横浜市立中沢小学校 | 横浜市立旭中学校 |
| 中沢二丁目 | 全域       | 横浜市立中沢小学校 | 横浜市立旭中学校 |
| 中沢三丁目 | 全域       | 横浜市立中沢小学校 | 横浜市立旭中学校 |

## 事業所
2021年（令和3年）現在の経済センサス調査による事業所数と従業員数は以下の通りである。
| 丁目       | 事業所数 | 従業員数 |
| ---------- | -------- | -------- |
| 中沢一丁目 | 32事業所 | 206人    |
| 中沢二丁目 | 15事業所 | 94人     |
| 中沢三丁目 | 28事業所 | 174人    |
| 計         | 75事業所 | 474人    |

### 事業者数の変遷
経済センサスによる事業所数の推移。
| 年                 | 事業者数 |
| ------------------ | -------- |
| 2016年（平成28年） | 85       |
| 2021年（令和3年）  | 75       |

### 従業員数の変遷
経済センサスによる従業員数の推移。
| 年                 | 従業員数 |
| ------------------ | -------- |
| 2016年（平成28年） | 423      |
| 2021年（令和3年）  | 474      |

## 施設
- 二俣川ニュータウン（東急が造成）
- 横浜富士見丘学園中等教育学校

## その他

### 日本郵便
- 郵便番号 : 241-0814[3]（集配局：横浜旭郵便局[19]）

### 警察
町内の警察の管轄区域は以下の通りである。
| 丁目       | 番・番地等 | 警察署   | 交番・駐在所             |
| ---------- | ---------- | -------- | ------------------------ |
| 中沢一丁目 | 全域       | 旭警察署 | 二俣川交番               |
| 中沢二丁目 | 全域       | 旭警察署 | 二俣川ニュータウン駐在所 |
| 中沢三丁目 | 全域       | 旭警察署 | 二俣川ニュータウン駐在所 |

## 参考資料
- “横浜市町区域要覧” (PDF).   横浜市市民局 (2016年6月). 2023年6月6日閲覧。 “横浜市町区域要覧”